# 托氏彩短鯛
托氏彩短鯛，為輻鰭魚綱鱸形目隆頭魚亞目慈鯛科的其中一種，分布於非洲剛果河中游流域，體長可達5.6公分，棲息在底層水域，生活習性不明。

## 擴展閱讀
維基物種上的相關：托氏彩短鯛